# بطولة أوروبا تحت 17 سنة لكرة القدم 2013
بطولة أوروبا تحت 17 سنة لكرة القدم 2012 هي النسخة الحادية عشر من بطولة أوروبا تحت 17 سنة لكرة القدم التي ينظمها اليويفا. نظمت النهائيات سلوفاكيا. الاعبون المولودون بعد 1 يناير 1996 هم مؤهلون للمشاركة في هذه البطولة.

## التصفيات
ستسبق المسابقة النهائية لبطولة أوروبا تحت 17 سنة لكرة القدم 2013 مرحلتين من التصفيات: دور التصفيات ودور النخبة. وخلال هذه الأدوار، سوف يتنافس 52 منتخب وطني لتحديد الفرق السبعة المتأهلة.

## الحكام
| حكم - نيل دويل (اتحاد أيرلندا لكرة القدم) - Nerijus Dunauskas (اتحاد ليتوانيا لكرة القدم) - سردار غوزوبويوك (الاتحاد الملكي الهولندي لكرة القدم) - أناستاسيوس سيديروبولوس (الاتحاد الإغريقي لكرة القدم) - Ivaylo Stoyanov (اتحاد بلغاريا لكرة القدم) - سلافكو فينتشيتش (اتحاد سلوفينيا لكرة القدم) | حكام مساعدون - Gregory Crotteux (الاتحاد الملكي البلجيكي لكرة القدم) - Silver Kõiv (اتحاد إستونيا لكرة القدم) - Dejan Kostadinov (اتحاد مقدونيا الشمالية لكرة القدم) - Milan Minić (اتحاد صربيا لكرة القدم) - Birkir Sigurdarson (اتحاد آيسلندا لكرة القدم) - Richard Storey (اتحاد أيرلندا الشمالية لكرة القدم) - Dmitri Zhuk (اتحاد بيلاروس لكرة القدم) - Sergei Vassyutin (اتحاد كازاخستان لكرة القدم) | الحكم الرابع - Petr Kráľovič (اتحاد سلوفاكيا لكرة القدم) - Vladimír Vnuk (اتحاد سلوفاكيا لكرة القدم) |

## دور المجموعات

### المجموعة أ
| م | الفريق       | لعب | ف | ت | خ | أ.له | أ.ع | أ.ف | نقاط | التأهل                                                                            |
| - | ------------ | --- | - | - | - | ---- | --- | --- | ---- | --------------------------------------------------------------------------------- |
| 1 | سلوفاكيا (H) | 3   | 1 | 2 | 0 | 3    | 2   | +1  | 5    | بطولة أوروبا تحت 17 سنة لكرة القدم 2013 and كأس العالم تحت 17 سنة لكرة القدم 2013 |
| 2 | السويد       | 3   | 1 | 2 | 0 | 2    | 1   | +1  | 5    | بطولة أوروبا تحت 17 سنة لكرة القدم 2013 and كأس العالم تحت 17 سنة لكرة القدم 2013 |
| 3 | النمسا       | 3   | 1 | 1 | 1 | 3    | 3   | 0   | 4    | كأس العالم تحت 17 سنة لكرة القدم 2013                                             |
| 4 | سويسرا       | 3   | 0 | 1 | 2 | 3    | 5   | −2  | 1    |                                                                                   |

| سلوفاكيا       | 1–0    | النمسا |
| -------------- | ------ | ------ |
| Slaninka 80+2' | Report |        |

| سويسرا | 0–1    | السويد            |
| ------ | ------ | ----------------- |
|        | Report | كوستاف إنغفال 38' |

| النمسا      | 1–1    | السويد     |
| ----------- | ------ | ---------- |
| Zivotic 49' | Report | Suljić 44' |

| سلوفاكيا                 | 2–2    | سويسرا                    |
| ------------------------ | ------ | ------------------------- |
| Varga 39' · Slaninka 69' | Report | Trachsel 22' · Kamber 29' |

| السويد | 0–0    | سلوفاكيا |
| ------ | ------ | -------- |
|        | Report |          |

| النمسا                             | 2–1    | سويسرا     |
| ---------------------------------- | ------ | ---------- |
| دومينيك باومغارتنر 11' · Ripic 35' | Report | Kamber 57' |

### المجموعة ب
| م | الفريق   | لعب | ف | ت | خ | أ.له | أ.ع | أ.ف | نقاط | التأهل                                                                            |
| - | -------- | --- | - | - | - | ---- | --- | --- | ---- | --------------------------------------------------------------------------------- |
| 1 | روسيا    | 3   | 1 | 2 | 0 | 4    | 1   | +3  | 5    | بطولة أوروبا تحت 17 سنة لكرة القدم 2013 and كأس العالم تحت 17 سنة لكرة القدم 2013 |
| 2 | إيطاليا  | 3   | 1 | 2 | 0 | 3    | 2   | +1  | 5    | بطولة أوروبا تحت 17 سنة لكرة القدم 2013 and كأس العالم تحت 17 سنة لكرة القدم 2013 |
| 3 | كرواتيا  | 3   | 1 | 2 | 0 | 2    | 1   | +1  | 5    | كأس العالم تحت 17 سنة لكرة القدم 2013                                             |
| 4 | أوكرانيا | 3   | 0 | 0 | 3 | 2    | 7   | −5  | 0    |                                                                                   |

| روسيا                                                                | 3–0    | أوكرانيا |
| -------------------------------------------------------------------- | ------ | -------- |
| دزامالدين خودزهانيازوف 47' · مايوrovich 62' · ريفات زهيمالتدينوف 79' | Report |          |

| كرواتيا | 0–0    | إيطاليا |
| ------- | ------ | ------- |
|         | Report |         |

| روسيا | 0–0    | كرواتيا |
| ----- | ------ | ------- |
|       | Report |         |

| أوكرانيا             | 1–2    | إيطاليا                                    |
| -------------------- | ------ | ------------------------------------------ |
| بيكا فاشيبيرادزي 61' | Report | فيتوريو باريجيني 75' · ماريو بولييسي 80+3' |

| أوكرانيا             | 1–2    | كرواتيا                                       |
| -------------------- | ------ | --------------------------------------------- |
| فيكتور تسيهانكوف 17' | Report | ألين خليلوفيتش 40' (ركلة.) · روبرت موريتش 72' |

| إيطاليا        | 1–1    | روسيا       |
| -------------- | ------ | ----------- |
| Capradossi 43' | Report | Gasilin 12' |

## خروج المغلوب
|  | نصف النهائي               | نصف النهائي |       |  | النهائي                   | النهائي |  |
|  |                           |             |       |  |                           |         |  |
|  | 14 مايو – ملعب بود دوبنوم |             |       |  |                           |         |  |
|  | سلوفاكيا                  | 0           |       |  |                           |         |  |
|  | إيطاليا                   | 2           |       |  |                           |         |  |
|  |                           |             |       |  |                           |         |  |
|  |                           |             |       |  | 17 مايو – ملعب بود دوبنوم |         |  |
|  |                           |             |       |  | إيطاليا                   | 0 (4)   |  |
|  |                           | روسيا       | 0 (5) |  |                           |         |  |
|  |                           |             |       |  |                           |         |  |
|  |                           |             |       |  |                           |         |  |
|  |                           |             |       |  |                           |         |  |
|  | 14 مايو – ملعب بود دوبنوم |             |       |  |                           |         |  |
|  | روسيا                     | 0 (10)      |       |  |                           |         |  |
|  | السويد                    | 0 (9)       |       |  |                           |         |  |

### نصف النهائي
| سلوفاكيا | 0–2    | إيطاليا                           |
| -------- | ------ | --------------------------------- |
|          | Report | ماريو بولييسي 3' · Capradossi 64' |

| روسيا | 0–0    | السويد |
| --- | ------ | --- |
| | Report | |
| ركلات الترجيح |        | |
| Rudkovskiy · ريفات زهيمالتدينوف · دزامالدين خودزهانيازوف · Sheydayev · Gasilin · Parshikov · سيرغي ماكاروف · Likhachev · ديمتري بارينوف · أنطون ميتروشكين · Sheydaev | 10–9   | إيزاك سيوانكامبو · لينوس فاهلكفيست · كريستير ليبوفاك · فالمير بريشا · Halvadzić · جاكوب بيرغمان · نواه سونكو ساندبيرغ · Suljić · سيباستيان رامهورن · Mohlin · إيزاك سيوانكامبو |

### النهائي
| إيطاليا | 0–0    | روسيا |
| --- | ------ | --- |
| | Report | |
| ركلات الترجيح                                                                                                |        | |
| دافيد دي مولفيتا · البيرتو شيري · Sciacca · Capradossi · فيديريكو ديماركو · فيتوريو باريجيني · أندريا بالازي | 4–5    | Sheydayev · دزامالدين خودزهانيازوف · Parshikov · دانيلا بورانوف · Gasilin · ألكسندر ماركوف (لاعب كرة قدم روسي) · سيرغي ماكاروف |

## الهدافيين
2 هدف
- Elio Capradossi
- ماريو بولييسي
- Martin Slaninka
- Robin Kamber

1 هدف
- دومينيك باومغارتنر
- Daniel Ripic
- Nikola Zivotic
- ألين خليلوفيتش
- روبرت موريتش
- فيتوريو باريجيني
- Aleksei Gasilin
- دزامالدين خودزهانيازوف
- Maksim مايوrovich
- ريفات زهيمالتدينوف
- Atila Varga
- كوستاف إنغفال
- Ali Suljić
- Marco Trachsel
- فيكتور تسيهانكوف
- بيكا فاشيبيرادزي

## البث
بثت يوروسبورت التغطية الحية وأبرز أحداث النهائيات في جميع أنحاء أوروبا.